# نانسي غريس
نانسي غريس (بالإنجليزية: Nancy Grace) هي محامية وصحفية ومقدمة تلفزيونية أمريكية، ولدت في 23 أكتوبر 1959 في ماكون في الولايات المتحدة.

## وصلات خارجية
- نانسي غريس على موقع IMDb (الإنجليزية)
- نانسي غريس على موقع الموسوعة البريطانية (الإنجليزية)
- نانسي غريس على موقع إن إن دي بي (الإنجليزية)
- نانسي غريس على موقع قاعدة بيانات الفيلم (الإنجليزية)